# Sven Rühr
Sven Rühr (...) è un ex bobbista tedesco.

## Biografia
Viene ricordato come vincitore di una medaglia d'oro nella sua disciplina, vittoria ottenuta ai campionati mondiali del 1996 (edizione tenutasi a Calgary, Canada) insieme ai suoi connazionali Christoph Langen, Markus Zimmermann e Olaf Hampel.
Nell'edizione l'argento andò alla svizzera e il bronzo all'altra nazionale tedesca. Ai mondiali del 1997 vinse un'altra medaglia d'oro nel bob a quattro e nel 2000 una medaglia d'argento, sempre nella stessa disciplina.